# Pëtr Aleksandrovič Tolstoj
Pëtr Aleksandrovič Tolstoj (in russo Пётр Александрович Толстой?) (1769 – Mosca, 28 settembre 1844) è stato un generale russo.

## Biografia
Pëtr Tolstoj discendeva dal ramo Orël della famiglia Tolstoj, dato che il padre Aleksandr Tolstoj era nipote del conte Pëtr Andreevič Tolstoj. Nel 1775 si arruolò nel reggimento Preobraženskij della guardia imperiale, iniziando il servizio il 21 maggio 1785 come aiutante di campo del principe Nikolaj Saltykov. Lo stesso anno fu promosso tenente colonnello, e nel 1788–1790 partecipò alla guerra russo-svedese.
Nel 1794 svolse un importante ruolo nell'assedio di Varsavia e fu promosso colonnello. Il 24 ottobre 1794 comandò due battaglioni nella battaglia di Praga. Al suo ritorno l'imperatrice Caterina II conferì a Tolstoj l'Ordine di San Giorgio di 3º grado, nominandolo capo del reggimento di dragoni Pskov. Il 9 novembre 1797 ottenne il grado di maggior generale con la nomina a capo del reggimento dragoni Nižnij Novgorod, e lo stesso anno ricevette l'Ordine di Sant'Anna di 1º grado.
Alla fine del 1798 fu inviato presso l'arciduca Carlo d'Austria come messaggero di Aleksandr Vasil'evič Suvorov. Dopo le campagne del 1799 fu promosso tenente generale e divenne membro del collegio di guerra e del Senato di governo. Nel 1802 fu nominato governatore di guerra di Vyborg, e l'anno seguente di San Pietroburgo. Tolstoj divenne famoso per la sua generosità, donando denaro ai poveri ed ai soldati dei reggimenti della guardia. In questo periodo comandò anche il reggimento Preobraženskij.

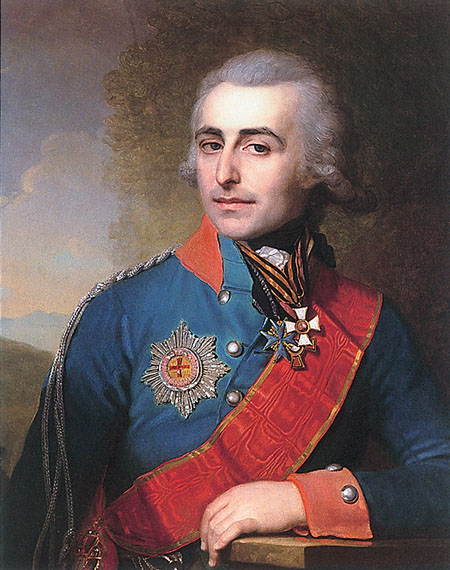
Ritratto di Vladimir Borovikovskij, 1799

Nel settembre 1805 partì con 20 000 uomini per la Pomerania, operando in Germania settentrionale sotto al comando generale di re Gustavo IV Adolfo di Svezia. Conquistò Hannover e tornò in Russia dopo la battaglia di Austerlitz. All'inizio della guerra della quarta coalizione, l'imperatore Alessandro inviò Tolstoj a fare da mediatore tra i comandanti Bennigsen e Buxhoeveden, per poi raccontare all'imperatore stesso del loro litigio. Dopo la nomina di Bennigsen a comandante in capo, Tolstoj ne divenne generale.
Dal 14 ottobre 1807 al 1º ottobre 1808 fu ambasciatore a Parigi. Il suo principale obiettivo fu quello di controllare l'osservanza della pace di Tilsit, ma Tolstoj scrisse ad Alessandro che tutte le promesse di Napoleone erano bugie, lo pregò di non credergli, e di prepararsi all'invasione francese della Russia. Raccomandò al governo russo le misure di protezione per un eventuale assalto di Napoleone: aumentare al massimo le forze militari, spostarsi sul confine occidentale, firmare un accordo segreto con l'Austria, terminare la guerra contro Turchia e Svezia, firmare la pace con l'Inghilterra ed organizzare una nuova coalizione anti-francese con Prussia ed Austria. Data la mancanza di esperienza diplomatica, i suoi sforzi furono inutili e, dopo il congresso di Erfurt, Tolstoj fu richiamato. L'operato di Tolstoj avrebbe comunque potuto far precipitare le relazioni tra Alessandro e Napoleone.
Tra il 1809 ed il 1812 visse in una sua proprietà nei pressi di Tula. Nel 1812 formò e comandò le milizie dei governatorati di Nižnij Novgorod, Simbirsk, Kazan', Vjatka e Orenburg. Nel 1813 partecipò alla presa di Dresda e Magdeburgo.
Il 19 giugno 1814 fu promosso generale, e il 16 gennaio 1816 nominato capo del 4º e 5º reggimento di fanteria. A partire dal 30 agosto 1823 fu membro del consiglio di Stato. Durante il regno dell'imperatore Nicola I ricevette l'Ordine di Sant'Andrea.
Diede le dimissioni nel 1839. Pëtr Tolstoj morì a Mosca e fu sepolto nel monastero Donskoj.